# Bucher Verlag
Der in Luzern domizilierte C. J. Bucher Verlag war zwischen 1920 und 1970 hinter Ringier einer der bedeutendsten Zeitschriftenverlage der Schweiz. Entstanden war er aus einem 1870 gegründeten Zeitungsverlag, der 1914 in den Illustriertenmarkt einstieg und seit 1925 über eine Tiefdruckabteilung verfügte. 1964 wurde ihm ein Buchverlag angegliedert. 1973 erwarb Ringier die C. J. Bucher AG (im Handelsregister gelöscht erst 1998). Den Buchverlag lagerte Ringier 1981 nach München aus und verkaufte ihn 1989. Unter dem Namen Bucher Verlag war dieser später ein Imprint verschiedener Verlagshäuser.

## Geschichte
1870 kaufte Joseph Leonz Bucher mit einem Kompagnon in Luzern eine Druckerei und lancierte ein Fremdenblatt (Liste des Etrangers, bis 1939) sowie eine politische Zeitung. Im folgenden Jahr kaufte er seinen Kompagnon aus. Sein Sohn Carl Josef Bucher wurde 1896 Teilhaber, 1899 Geschäftsleiter und 1901 Eigentümer des Unternehmens, das 1913 zur C. J. Bucher AG ausgebaut wurde. 1916/17 erwarb er das Verlagsrecht der Tageszeitung Luzerner Tages-Anzeiger, die nach 1918 unter dem Titel Luzerner Neueste Nachrichten (LNN) zur innovativsten und erfolgreichsten Zeitung Luzerns wurde. Das altgediente Kampfblatt Der Eidgenosse liess er dagegen 1917 eingehen. Zum Fremdenblatt kamen seit 1914 Publikums- und Fachzeitschriften hinzu, darunter Camera (1922), L'Abeille (1923), Illustrierter Familienfreund (1924) sowie Heim und Leben (1932). Zum Erfolg der Graphischen Anstalt C. J. Bucher AG trugen auch Auftragsproduktionen (z. B. Werkzeitung der schweizerischen Industrie) bei.
Nach dem Schlaganfall C. J. Buchers 1941 übernahm seine Gattin Alice Bucher das Unternehmen. Sie baute die verlegerische Tätigkeit ab den 1950er Jahren in Richtung Buchproduktion aus. 1950 begann mit dem Farbbildband Griechenland, der als Koproduktion gleichzeitig in sieben Ländern erschien, die Herausgabe von Reisebildbänden. 1964 wurde der Buchverlag offiziell gegründet und mit Jürgen Braunschweiger ein Verlagsleiter eingesetzt (bis 1974). Cheflektor wurde der Publizist Xaver Schnieper. Es erschienen illustrierte Sachbücher wie Das Königreich des Pferdes und Fotobildbände wie Von Ehe und Liebe der Vögel und Kunstbände, z. B. über Kokoschka. Die Serie Buchers Miniaturen umfasste 1976 38 Bändchen, so z. Beispiel Der Rhein in Dichtung und Farbaufnahmen. Ein besonderer Schwerpunkt lag auf theologischen Werken und nach 1968 auf tschechischer Exilliteratur.
1973 verkaufte Alice Bucher das gesamte Unternehmen an Ringier. Die Firma Ringier gab die LNN weiterhin unter dem Label C. J. Bucher AG heraus, nach deren Ende (1995) liquidierte sie die Tochterfirma (1998). Den Buchverlag verlagerte Ringier bereits 1981 nach München und verkaufte ihn 1989/90 mit allen Lizenzen an Christian Strasser. Nach der Übernahme durch das Verlagshaus GeraNova Bruckmann (2004) wurde das Programm um illustrierte Sachbücher zu den Themen Fotografie, Mensch und Natur, Geschichte, Kunst und Architektur erweitert, die vorübergehend unter dem Label Bucher Verlag (Imprint) publiziert wurden.